# Kurt von der Chevallerie
Kurt von der Chevallerie (23 dicembre 1891 – Kołobrzeg, 18 aprile 1945) è stato un generale tedesco.

## Biografia
Apparteneva alla nobile famiglia ugonotta della Chevallerie. Era fratello del generale Hellmut von der Chevallerie. Comandò la 1ª Armata. Ricevette la Croce di Cavaliere della Croce di Ferro con fronde di quercia. Si ritirò dall'esercito il 31 gennaio 1945 e fu dichiarato disperso in azione il 18 aprile 1945 vicino a Kolberg.